# Celosia pseudovirgata
Celosia pseudovirgata är en amarantväxtart som beskrevs av Schinz. Celosia pseudovirgata ingår i släktet celosior, och familjen amarantväxter. Inga underarter finns listade i Catalogue of Life.